# 李朱志筠
李朱志筠（英語：Marie Madeleine Lee；1932年—），毛里求斯华人，祖籍廣東省梅縣。1980年12月6日在僑選第七區非洲區被遴選為中華民國第一屆第三次增額立法委員，2000年3月30日任毛里求斯駐中華人民共和國大使。

## 生平
李朱志筠畢業於國立台灣大學外國語文學系，曾任模里西斯華僑婦女會會長、模里西斯中華中學校友會理事長、模里西斯製衣廠董事、香港萬峰投資有限公司董事、模里西斯Trahsgroup Mauritius Shipping Co.董事。1980年12月，以中華民國海外僑民身份被遴選為中華民國立法院第一屆第三次增額立法委員。1983年12月，任滿離任。2000年，以毛里求斯華僑身份被委任為毛里求斯駐中華人民共和國大使。

## 家庭
李朱志筠是毛里求斯华人第三代，父亲是毛里求斯政治家朱梅麟，丈夫李顺才是上海出身的香港商人，两人婚后长期定居香港，从事贸易工作。